# مامبرییاس د لارا
مامبرییاس د لارا (به اسپانیایی: Mambrillas de Lara) یک شهرستان در اسپانیا است.